# Sant Pau Extramurs
Sant Pau Extramurs és una de les quatre esglésies considerades com les més antigues de Roma. L'Església Catòlica les qualificava de "basíliques majors" i des de fa poc "basíliques papals" (les altres tres són la de Sant Joan del Laterà -la catedral de Roma-, la de Santa Maria Major i la de Sant Pere del Vaticà. Sant Pau Extramurs és la segona basílica més gran de Roma, després de la de Sant Pere. Es troba a onze quilòmetres d'aquesta, fora de l'antiga Muralla Aureliana de la ciutat, i segons la tradició és en el lloc on l'apòstol Pau va ser enterrat.
La basílica i tot el complex annex, que comprèn un claustre i un monestir, no són part de la República Italiana, sinó que són propietat extraterritorial de la l'Estat de la Ciutat del Vaticà. El 1980 la basílica va ser inclosa en la llista del Patrimoni de la Humanitat a Europa per la UNESCO.
El 2005 el cardenal Andrea Cordero Lanza di Montezemolo va ser nomenat arxipreste de Sant Pau Extramurs, càrrec del qual dimití el 2009 per raons d'edat. Fou succeït pels cardenals Francesco Monterisi i, des de 2012, James Michael Harvey.

## Història

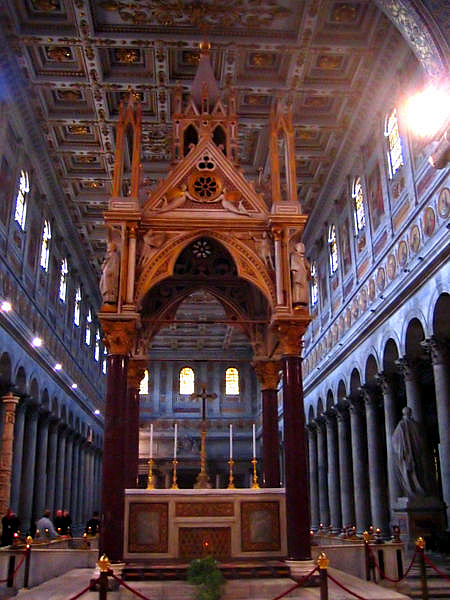
Cimbori

El lloc en el qual hi ha la basílica de Sant Pau Extramurs a la Via Ostiense i a uns dos quilòmetres de la muralla, estava ocupada per un vast cementiri sub divos (literalment «sota els déus», és a dir a cel obert), que va ser usat constantment des del segle i aC fins al segle iii, i esporàdicament reutilitzat amb posterioritat, sobretot els mausoleus, fins a la fi de l'antiguitat tardana. Era una àmplia necròpoli i comprenia diversa tipologia de tombes, des dels columbaris de família a les petites capelles funeràries sovint decorades amb frescs i estuc. Gairebé la totalitat d'aquesta àrea sepulcral està ara sepultada (en gran part sota el nivell actual del veí riu Tíber), i s'estima que s'estén sota tota l'àrea de la basílica i de la zona que l'envolta. Una mínima però significativa part d'ella pot veure's al llarg de la Via Ostiense, just fora del transsepte nord de la basílica.

### De la sepultura de Pau a Constantí
En aquesta necròpoli va ser enterrat sant Pau després d'haver estat executat en el lloc anomenat Tre Fontane, a uns tres quilòmetres de la basílica, en temps de la persecució de Neró que va seguir a l'incendi de Roma de l'any 64. Segons algunes teories, tant sant Pau ell com sant Pere haurien sofert martiri aquest mateix any. Eusebi de Cesarea, en canvi, sosté que ambdós van morir el 67. Segons la tradició, una matrona (anomenada Lucina, però el nom probablement és fruit de llegendes posteriors) va disposar una tomba per a sepultar-hi les restes de l'apòstol. Cal imaginar-se una tomba pobra, un sarcòfag al costat d'altres sepultures de tota classe i d'extracció social, més o menys com la de Pere a la necròpoli vaticana. Abans de l'Edicte de Milà (313), ja hi havia culte secret al voltant de la seva tomba. Igual que sobre la de sant Pere, sobre la tomba tomba de sant Pau es va construir una edícula, una cella memoriae (cel·la memorial). Eusebi de Cesarea esmenta en la seva Historia Ecclesiastica una carta de Gai, prevere del temps del papa Zeferí I (199 – 217), en la qual se citen els dos monuments posats sobre la tomba dels apòstols, un sobre el pujol vaticà i l'altre al llarg de la Via Ostiense.
Més tard, sobre aquest lloc que ja era objecte peregrinació ininterrompuda des del segle i, l'emperador romà Constantí I el Gran (306 – 337) va crear una petita basílica. Aquest edifici ha d'incloure's en la sèrie de basíliques construïdes per l'emperador dintre però sobretot fora de la ciutat, i va ser la segona fundació constantiniana, després de la catedral dedicada al Sant Salvador (l'actual Basílica de Sant Joan del Laterà). Va ser consagrada el novembre de 324 pel papa Silvestre I.
Aquesta basílica estava orientada cap a l'oest i tenia l'entrada a l'est, com ara la basílica de Sant Pere del Vaticà. Se'n conserva només la corba de l'absis, visible en l'altar central de la basílica actual. Es devia tractar d'un petit edifici, probablement de tres naus, que tenia a prop de l'absis la tomba de Pau, adornada per una creu daurada.

### La basílica dels tres emperadors
La petita construcció constantiniana va haver de semblar inadequada als emperadors que el van succeir, sobretot des de l'òptica d'una revitalització de la figura de Pau durant el període de la tetrarquia. Resultava minúscula, sobretot si la hi comparaven amb la Basílica de Sant Pere. Per això va ser destruïda per a donar lloc a una gran basílica amb cinc naus, més semblant a la basílica vaticana.
Sota el regnat conjunt dels emperadors Teodosi I el Gran (379 – 395), Gracià (367 – 383) i Valentinià II (375 – 392) va ser erigida la basílica l'estructura de la qual romandrà en peu fins al desastrós incendi de 1823. Aquesta basílica tenia a l'est la Via Ostiense (la carretera cap a Ostia) pel que va caldre estendre-la cap a l'oest, cap al riu Tíber, canviant-ne diametralment l'orientació. L'entrada es va col·locar cap al Tíber en lloc de cap a la Via Ostiense, i aquesta és l'orientació actual. La basílica parteix avui dia de les estructures murals que van sobreviure a l'incendi.
El 384 Valentinià II va decidir l'inici dels treballs, com ho prova una carta dirigida per l'emperador al prefecte de la ciutat de Roma Salusti, que s'encarregava de l'estudi dels treballs. Aquest edifici es diu "Teodosià", encara que va ser acabat sota Flavi Honori. Va ser construït per Cirade, anomenat "Professor Mechanicus" que va projectar un pla de cinc naus i un pòrtic amb quatre arcs. El papa Sirici I el va consagrar.
Addicions posteriors, com ara l'arc triomfal sobre columnes monumentals i l'esplèndid mosaic que ho decorava, s'atribueixen respectivament a les restauracions efectuades per Gal·la Placídia (390 -450) i altres intervencions del papa Lleó el Gran (440 – 461). Gal·la Placídia, filla de Teodosi I el Gran i esposa del visigot Ataülf i després de l'emperador Constanci III, va afegir el mosaic de l'arc de triomf, que es refarà entre els segles viii i ix. Per la seva banda, el papa Lleó I va ordenar la realització dels tondi amb retrats papals que recorrien totes les arcades de la nau central; alguns d'ells, que van sobreviure a l'incendi, es conserven en la Raccolta de Rossi, en l'antic monestir, al costat d'altres restaurats al llarg dels segles. Avui dia poden veure's aquests retrats en un fris que s'estén sobre les columnes que separen les quatre naus i passadissos. A Lleó el Gran s'atribueix també l'elevació del transsepte, per a la qual cosa va ser necessari apujar el lloc devocional corresponent a la tomba de l'apòstol.
El poeta cristià Aureli Climent Prudenci (348-h. 413) descriu les esplendors del monument en unes poques però expressives línies. Es va dedicar també als sants Taurí i Herculà, màrtirs d'Ostia al segle v, se li va dir la basilica trium Dominorum (basílica dels tres senyors).
De l'antiga basílica només queda la porció interior de l'absis amb l'arc triomfal i els mosaics d'aquest últim.

### La basílica de Gregori Magne alseglexix

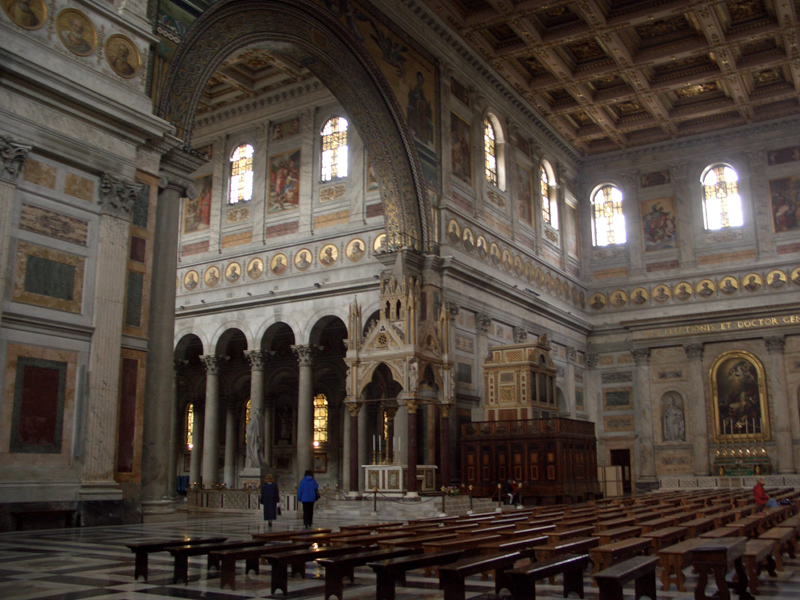
Interior de la Basílica

Sota el pontificat de Gregori I Magne (590 -604) la basílica va ser modificada dràsticament. El nivell del paviment es va pujar, sobretot en el sector presbiteral, per a realitzar l'altar directament sobre la tomba de Pau. Una operació similar es va fer en la Basílica de Sant Pere. D'aquesta manera es va poder realitzar també una confessio, és a dir, un petit accés posat sota el nivell del transsepte des d'on podia accedir-se a la tomba de l'apòstol.
En aquesta època hi havia dos monestirs a prop de la basílica: Sant Aristi per a homes i Sant Esteve per a dones. Els serveis eren atesos per un cos especial de clergues que havia estat instituït pel Papa Simplici (m. h. 483). Amb el temps, els monestirs i els clergues de la basílica decaigueren; el papa Gregori II (m. 731) va restaurar el primer i va confiar als monjos la cura de la basílica.
La basílica va ser saquejada pels llombards el 739. Els papes van continuar sent generosos amb el monestir; la basílica va resultar novament danyada durant les invasions sarraïnes del segle ix i fou saquejada el 847. Per aquest motiu, el papa Joan VIII (820-882) fortificà la basílica, el monestir, i els allotjaments dels camperols, formant la ciutat de Joannispolis, que encara era recordada en el segle viii.
El 937, quan Sant Odó de Cluny va ser a Roma, Alberic II de Spoleto, patrici romà, va confiar el monestir i la basílica a la seva congregació benedictina, i Odó en va nomenar abat Balduí de Montecassino.
El papa Gregori VII (h. 1020-1085) va ser abat del monestir i en la seva època Pantaleó d'Amalfi va presentar les portes de bronze de la basílica major, que van ser realitzades per artistes de Constantinoble.
El graciós claustre del monestir es va erigir entre 1220 i 1241.
La basílica es va enriquir amb un baldaquí realitzat el 1285 per Arnolfo di Cambio. A aquest segle pertanyen també els mosaics de l'absis. La sagristia conté una bella estàtua del papa Bonifaci IX (1356-1404). El papa Martí V (h. 1368-1431) ho va confiar als monjos de la Congregació de Montecassino. Llavors es va convertir en una abadia territorial o abadia nullius. La jurisdicció d'abat es va estendre sobre els districtes de Civitella San Paolo, Leprignano i Nazzano, tots els quals formaven parròquies; la parròquia de Sant Pau a Roma, no obstant això, queda sota la jurisdicció del cardenal vicari.
L'estructura de la basílica no va sofrir posteriors canvis fins al papat de Sixt V (1585 -1590), el qual, a més de desfer algunes estructures entorn de l'altar, va fer descobrir la confessió gregoriana creant-ne una de descoberta, que va romandre així fins a l'incendi. Aquesta confessió estava orientada cap a l'absis, al contrari de l'actual, orientada cap a les naus.
Des de 1215 fins a 1964 va ser la seu del Patriarca Llatí d'Alexandria.
L'actual abat és Edmund Power de l'Orde de Sant Benet.

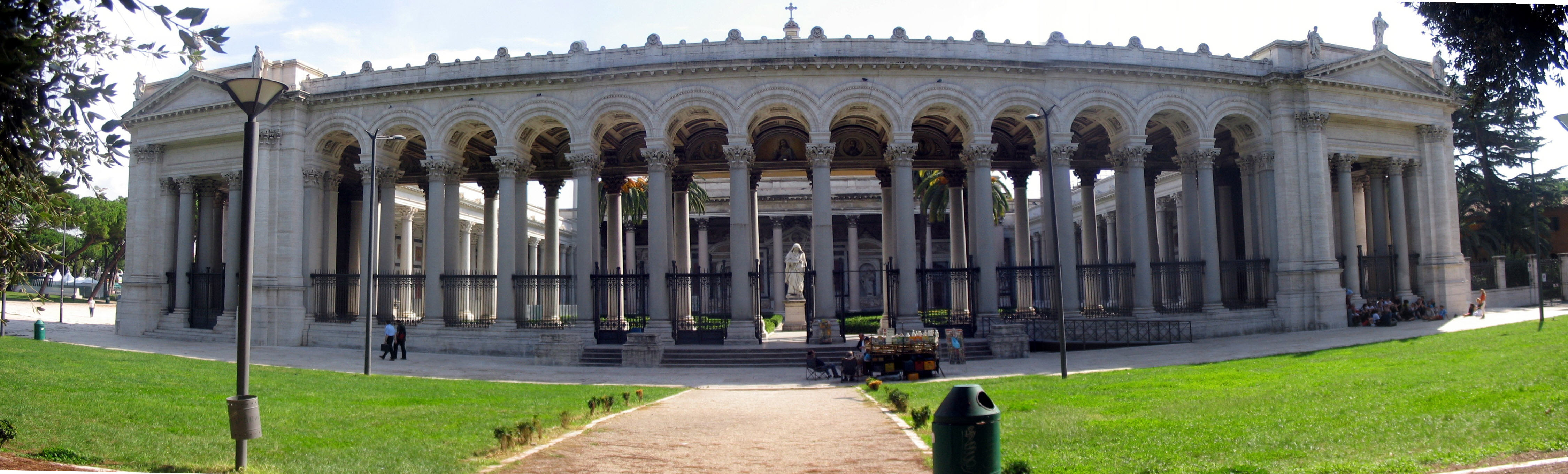
Vista frontal

## Reconstrucció

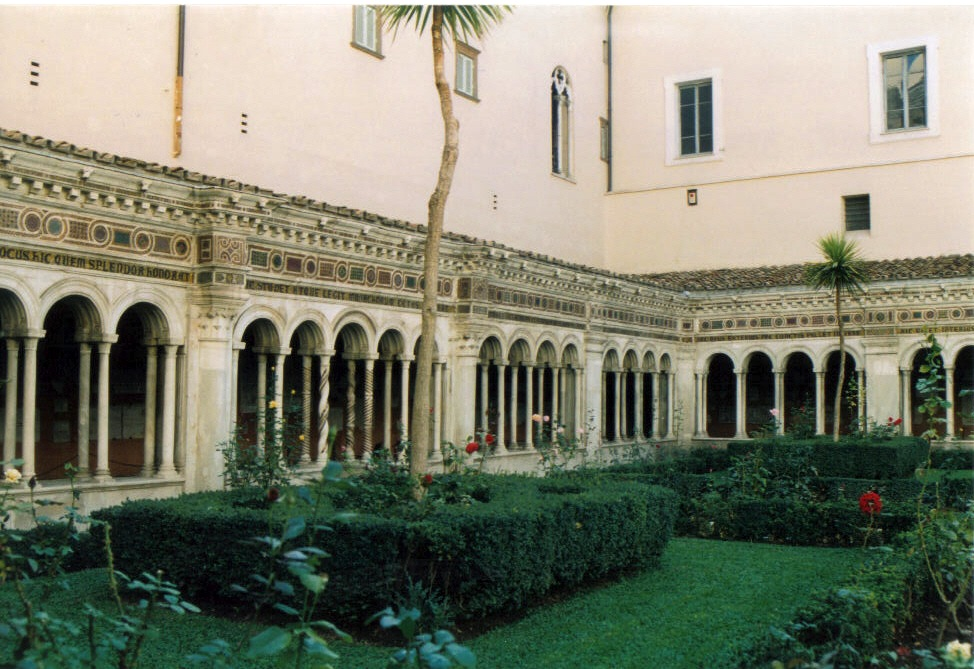
Claustre

Durant el pontificat del papa Pius VII, a la nit del 15 al 16 de juliol de 1823, un incendi va destruir la major part de l'edifici, deixant incòlume el claustre. El foc es va iniciar per la negligència d'un treballador que estava reparant el plom de la teulada. D'aquesta manera va quedar pràcticament destruïda la basílica, l'única entre totes les esglésies de Roma que havia conservat el seu primitiu caràcter durant 1435 anys.
Van quedar en peu poques estructures. Van haver de reconstruir-se gran part dels murs. En aquella època el debat sobre les diverses teories de restauració estava molt avançat, malgrat la qual cosa els arquitectes encarregats de les tasquen van preferir reconstruir una basílica completament nova, de tal manera que els visitants difícilment poden reconèixer en la construcció actual el disseny d'una basílica de la darreria del segle iv.
El papa Lleó XII es va ocupar de la reconstrucció de l'edifici. Es va triar guardar el pla de l'arquitectura paleocristiana i construir un nou edifici. La Santa Seu va triar el projecte de Giuseppe Valadier, però la Comissió per a la reconstrucció va confiar els treballs a Pasquale Belli. A la seva mort, va seguir els treballs Luigi Poletti.
Tot el món va contribuir a la restauració. El virrei d'Egipte va enviar pilars d'alabastre, l'emperador de Rússia la preciosa malaquita i lapislàtzuli del tabernacle. L'obra a la façana principal, que mira al Tíber, va ser acabada pel govern italià, que va declarar l'església un monument nacional.
El resultat final, encara que guardant la tipologia de basílica paleocristiana, dista molt de l'edifici de Teodosi.
Es van tapar les finestres de la nau central per a afegir escenes de la vida de sant Pau en dues sèries de mosaics. Es van suprimir totes les irregularitats (columnes tortes, decorats sota els arcs...). Es va substituir el paviment de marbre llis per un altre geomètric.
El mosaic de la façana, del segle xi, va ser substituït per un de nou, allunyat dels cànons estètics paleocristians. Restes del primer mosaic són visibles darrere de l'arc de triomf.
La basílica actual és un edifici neoclàssic, estil que pren les seves referències de l'Alt Imperi, i no paleocristià, això és, un art de l'Antiguitat Tardana. La construcció fa 131,66 metres de llargària, 65 d'amplada i 29,70 d'alt. A l'interior, les naus i el transsepte tenen tondi amb les efígies de tots els pontífexs, des de Sant Pere fins al darrer Benet XVI.

## Excavació de la tomba de Sant Pau
Se suposa que la basílica es va fundar precisament sobre la tomba de Pau de Tars. La crònica del monestir benedictí unit a la basílica esmenta, en parlar de la reconstrucció posterior a l'incendi, que es va trobar un gran sarcòfag de marbre damunt del qual hi havia dues lloses o taules de fusta amb les paraules «Paulo Apostolo Mart(yri)» (A Pau, l'Apòstol i Màrtir). No obstant això, a diferència d'altres sarcòfags que es van trobar llavors, no va ser esmentat als papers de l'excavació.
El 6 de desembre de 2006, es va anunciar que arqueòlegs del Vaticà havien descobert, darrere de l'altar, un sarcòfag que pot que contenir les restes de l'apòstol. Hi va haver una conferència de premsa l'11 de desembre 2006 que va donar més detalls del treball de l'excavació, que va durar des de 2002 fins al 22 de setembre de 2006, i que va començar després que els pelegrins a la basílica durant l'any jubilar de 2000 expressessin la seva decepció per no poder visitar o tocar la tomba de l'apòstol. Ha de decidir-se si examinar l'interior del sarcòfag per a veure el seu conté restes humanes. De fet, el sarcòfag encara no s'ha tret de la seva posició, de manera que només pot veure's un dels seus dos estrets laterals.
Una corbada línia de maons indicant el perfil de l'absis de la basílica de Constantí va ser descoberta immediatament a l'oest del sarcòfag, cosa que demostrava que la basílica original tenia la seva entrada a l'est.

## Galeria

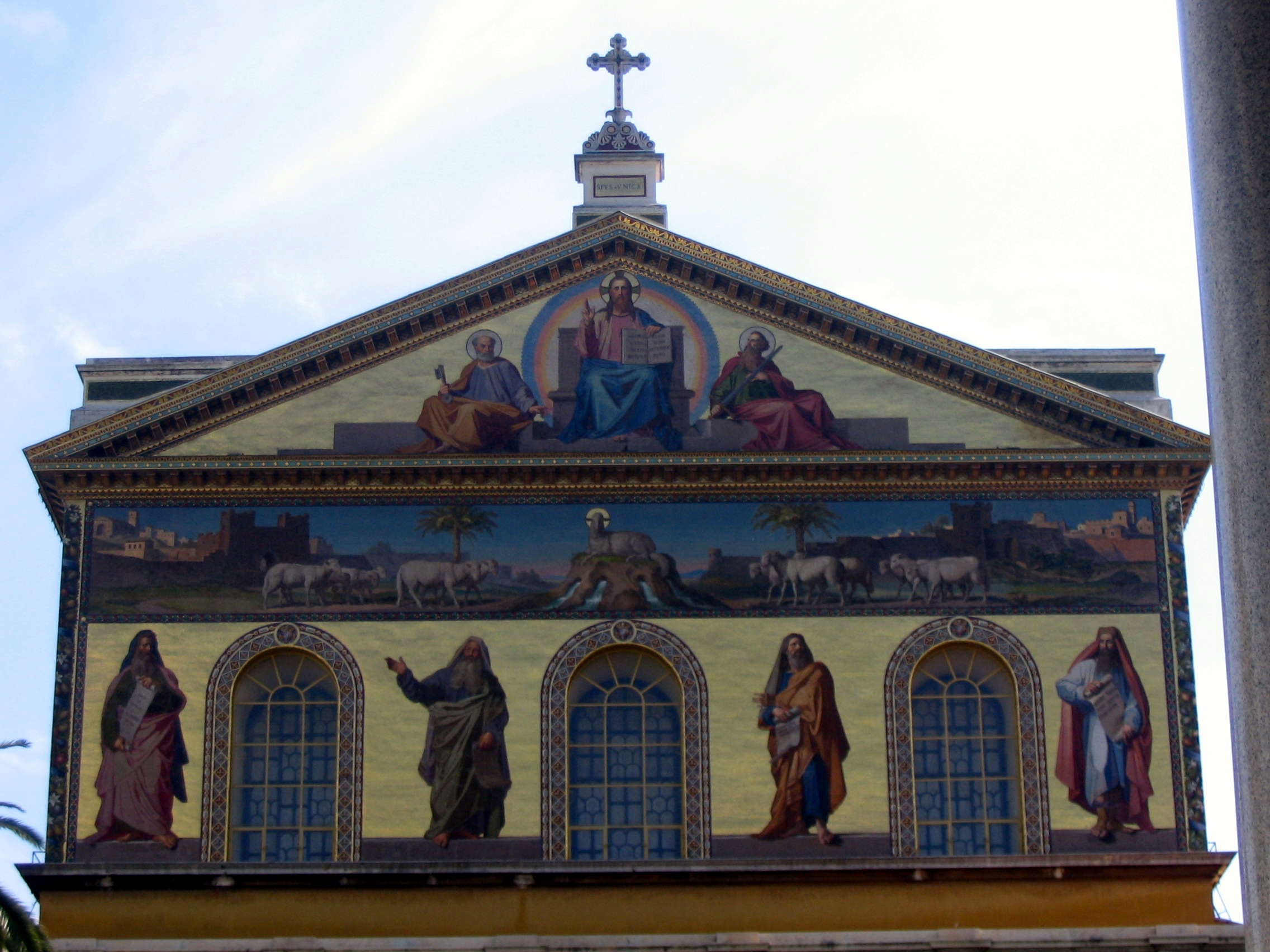
Frontal
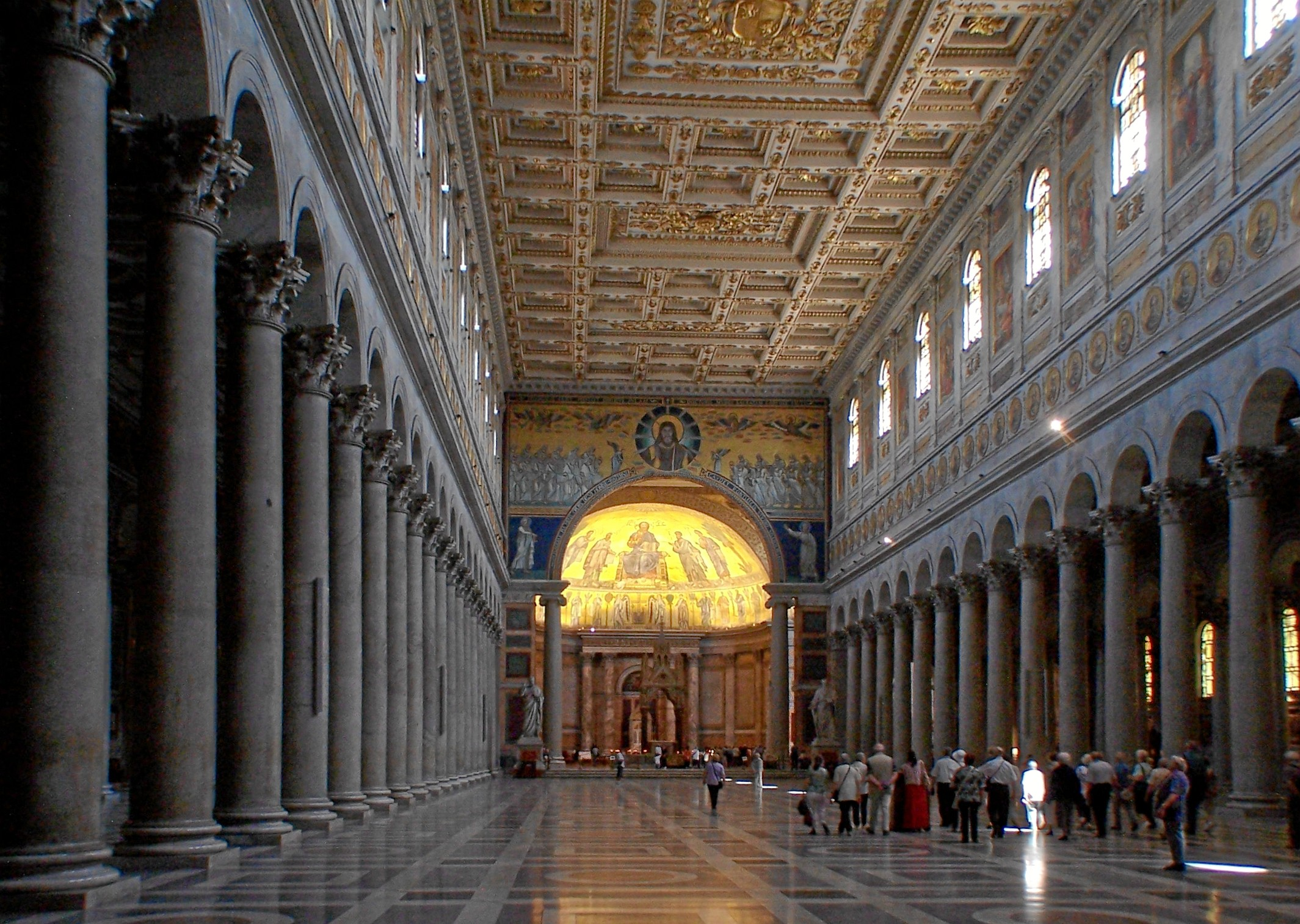
Interior
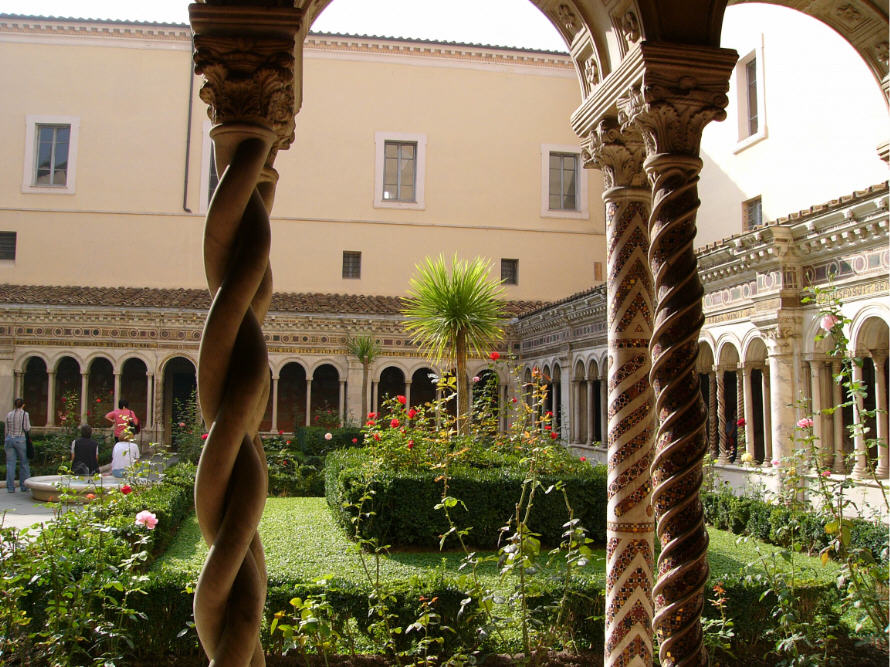
Claustre
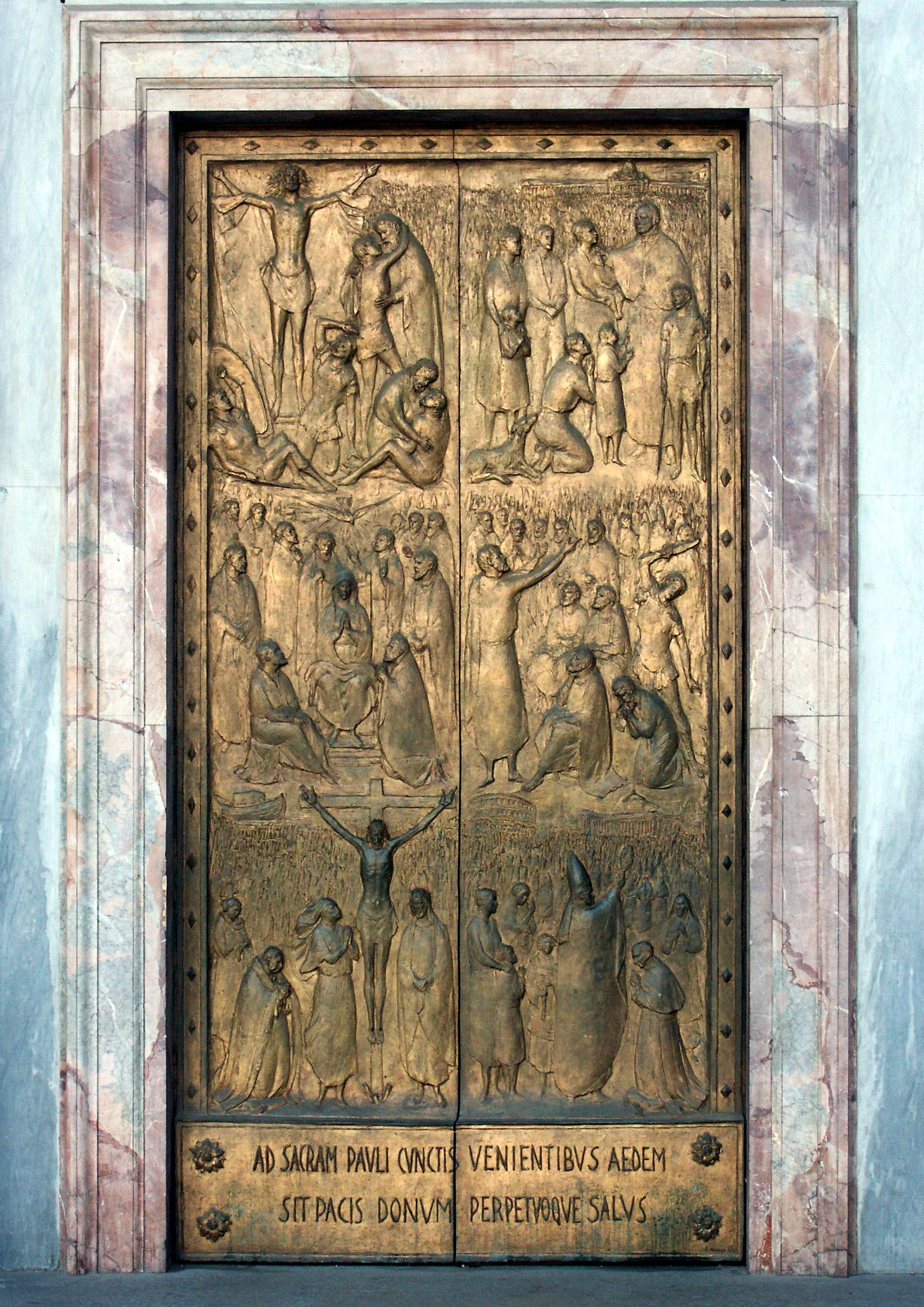
Porta Santa
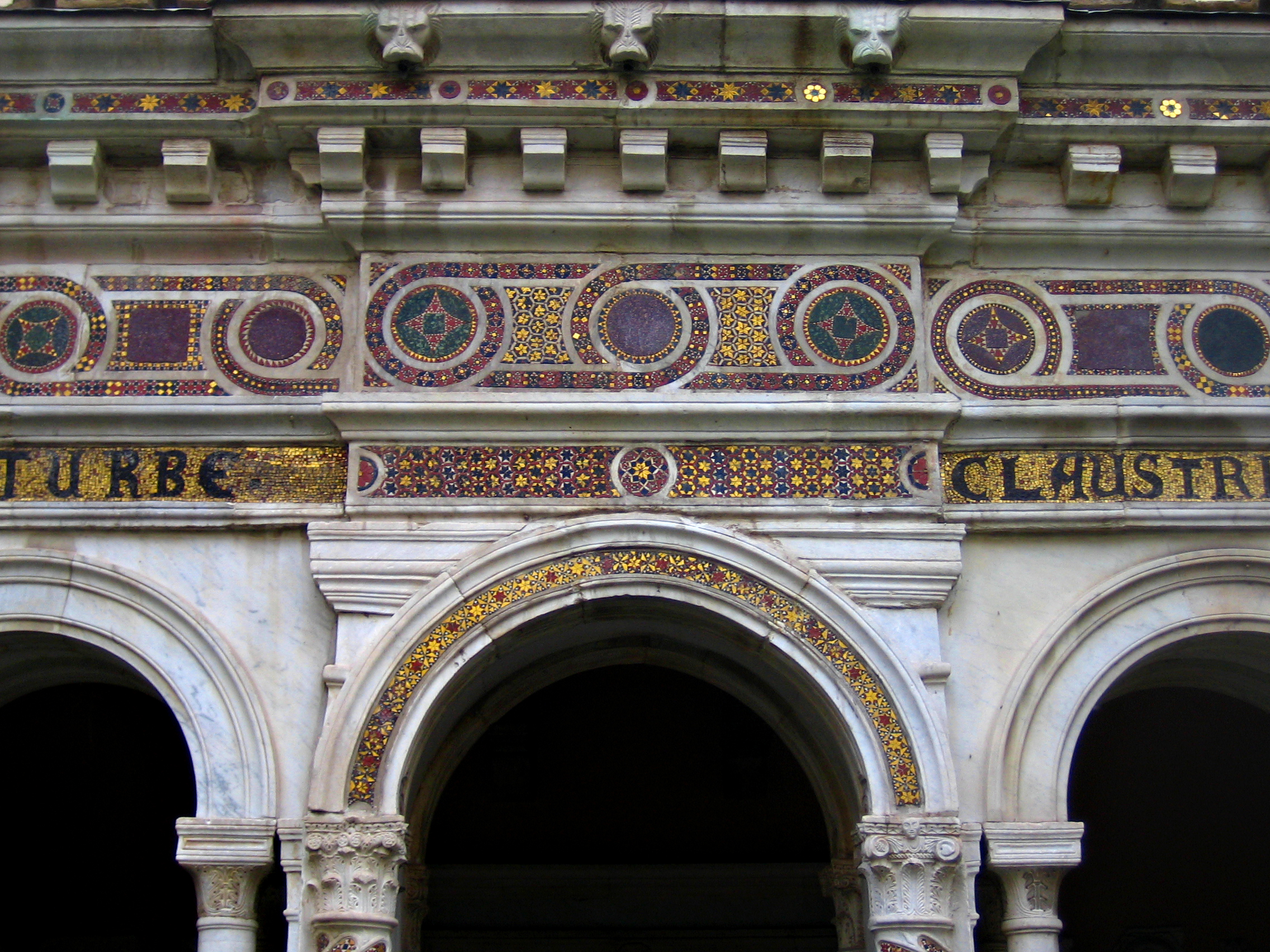
Mosaics
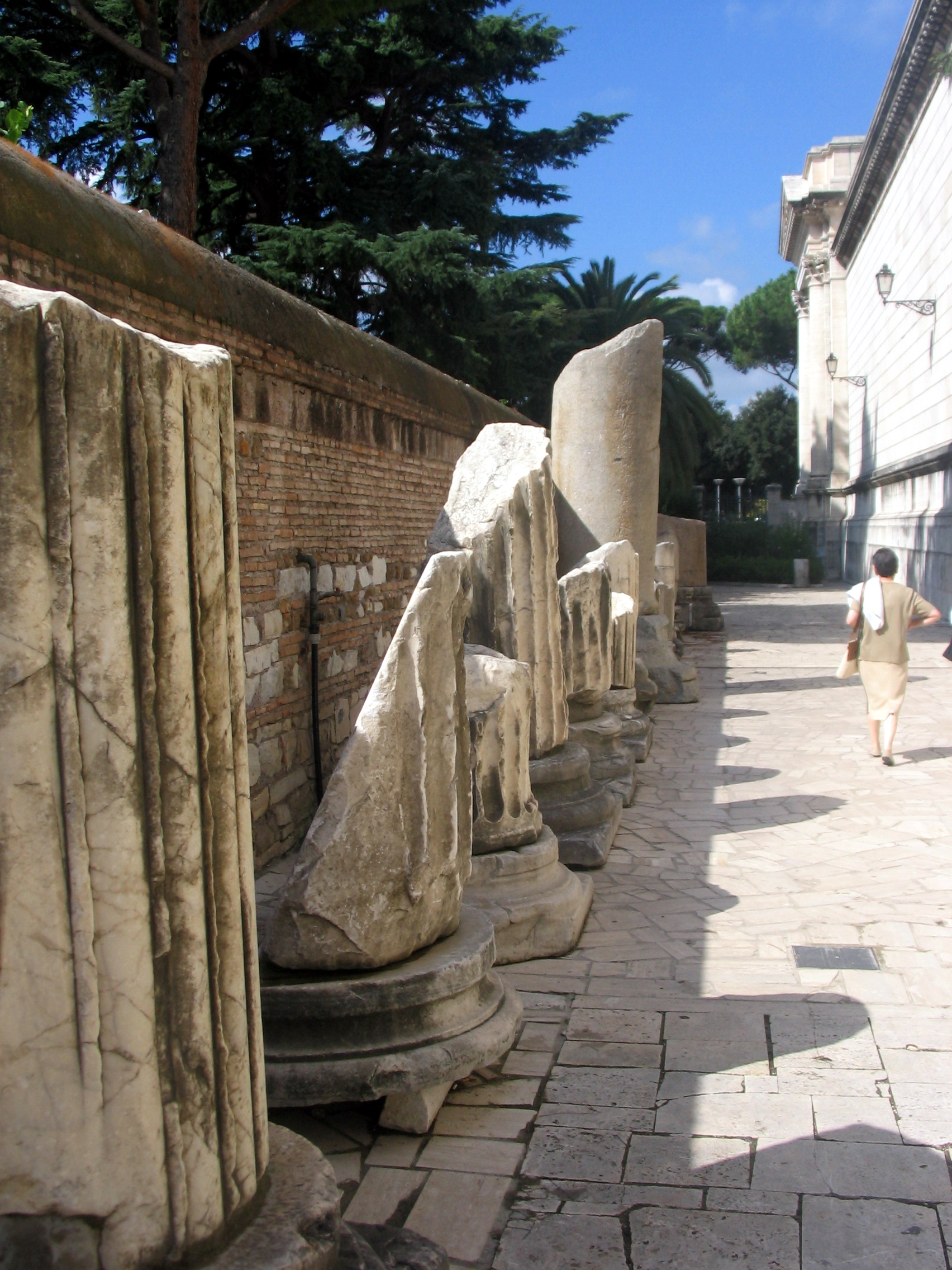
Ruïnes